# Terebra raybaudii
Terebra raybaudii é uma espécie de gastrópode do gênero Terebra, pertencente à família Terebridae.